# سانتا اولیوا
سانتا اولیوا (به اسپانیایی: Santa Oliva) یک منطقهٔ مسکونی در اسپانیا است که در Baix Penedès واقع شده‌است. سانتا اولیوا ۹٫۶ کیلومتر مربع مساحت و ۳٬۲۸۷ نفر جمعیت دارد.